# Benson & Hedges Centennial Open 1992
L'Heineken Open 1992  è stato un torneo di tennis giocato sul cemento.
È stata la 36ª edizione dell'Heineken Open,che fa parte della categoria World Series nell'ambito dell'ATP Tour 1992.
Si è giocato all'ASB Tennis Centre di Auckland in Nuova Zelanda, dal 6 al 13 gennaio 1992.

## Campioni

### Singolare
Jaime Yzaga ha battuto in finale  MaliVai Washington con il punteggio di 7–6(6), 6–4.

### Doppio
Wayne Ferreira /  Jim Grabb hanno battuto in finale  Grant Connell /  Glenn Michibata con il punteggio di 6–4, 6–3.